# Wieder Lila
Wieder Lila ist ein Lied der Deutschrapper Capital Bra und Samra. Der Song erschien am 17. Mai 2019.

## Entstehung
Geschrieben wurde das Lied von Vladislav Balovatsky (Capital Bra) und Hussein Akkouche (Samra). Für die Komposition sowie die Produktion zeichneten Beatzarre und Djorkaeff aus Berlin verantwortlich.
Das Musikvideo wurde am 17. Mai 2019 auf YouTube veröffentlicht und mehr als 97 Millionen Mal aufgerufen (Stand: Juni 2025).

## Inhalt
| „Mich jagen Großfamilien und das LKA Wir sind Stars, aber ticken so wie Dealer Brettern im Camaro mit 300 km/h Capi, Samra zählen wieder Lila“ – Hook, Originalauszug | Der Titel des Songs Wieder Lila ist eine Anspielung auf Samras Song Lila von 2016, der seinen ersten großen Erfolg darstellte, noch bevor er von Bushido gesignt wurde. Lila bezieht sich hier auf die Farbe der 500-Euro-Scheine, welche mittlerweile jedoch nicht mehr gedruckt werden. Inhaltlich behandelt der Song das Leben der beiden Rapper. Das Tempo beträgt 168 Schläge pro Minute, die Tonart ist d-Moll. Aufgebaut ist der Song aus einer Hook, die sich zu Beginn wiederholt. Darauf folgt der erste Part, der wie auch die Hook von Samra gerappt wird. Daran schließt sich erneut die Hook an, welche erneut zweimal wiederholt wird. Es folgt der zweite Part, der von Capital Bra gerappt wird und an den sich die wiederholende Hook anschließt. Abgeschlossen wird der Song mit einem Outro. |

## Rezeption

### Charts und Chartplatzierungen
Wieder Lila konnte sich in der 21. Kalenderwoche des Jahres 2019 auf der Spitzenposition der deutschen Singlecharts platzieren. Für Capital Bra ist dies der 13. und für Samra der fünfte Nummer-eins-Hit in Deutschland. Der Song verblieb für 38 Wochen in den deutschen Charts. In Österreich konnte sich die Single ebenfalls auf Platz eins und in der Schweiz auf Rang zwei platzieren.
| ChartsChartplatzierungen | Höchstplatzierung | Wochen |
| ------------------------ | ----------------- | ------ |
| Deutschland (GfK)        | 1 (38 Wo.)        | 38     |
| Österreich (Ö3)          | 1 (35 Wo.)        | 35     |
| Schweiz (IFPI)           | 2 (27 Wo.)        | 27     |

| ChartsJahrescharts (2019) | Platzierung |
| ------------------------- | ----------- |
| Deutschland (GfK)         | 10          |
| Österreich (Ö3)           | 13          |
| Schweiz (IFPI)            | 29          |

Auf der Streamingplattform Spotify erreichte Wieder Lila mehr als 173 Millionen Aufrufe (Stand: Mai 2025).

### Auszeichnungen für Musikverkäufe
In Deutschland wurde der Song im Jahr 2020 mit einer Goldenen Schallplatte ausgezeichnet, bevor er noch im selben Jahr Platin erreichte. Mit über 400.000 verkauften Einheiten gehört Wieder Lila zu den meistverkauften Rapsongs in Deutschland.

| Land/Region        | Auszeichnungen für Musikverkäufe (Land/Region, Auszeichnung, Verkäufe) | Verkäufe |
| ------------------ | ---------------------------------------------------------------------- | -------- |
| Deutschland (BVMI) | Platin                                                                 | 400.000  |
| Insgesamt          | 1× Platin ·                                                            | 400.000  |